# Eugene Trubowitz

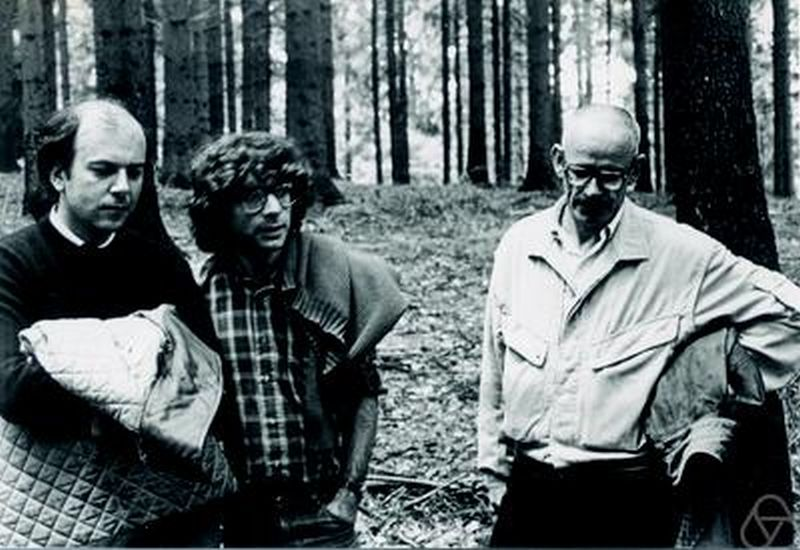
Eugene Trubowitz (centro) no Instituto de Pesquisas Matemáticas de Oberwolfach 1984, com Corrado de Concini e Francesco Calogero

Eugene Trubowitz (1951) é um matemático estadunidense. É Global Professor of Mathematics da New York University Abu Dhabi.
Foi palestrante convidado do Congresso Internacional de Matemáticos em Zurique (1994: A rigorous (renormalization group) analysis of superconducting systems).

## Obras
- com Percy Deift: Inverse scattering on the line, Communications on Pure and Applied Mathematics, Vol. 32, 1979, p. 121-251
- com Joel Feldman, Horst Knörrer: Riemann Surfaces of Infinite Genus, AMS (American Mathematical Society) 2003
- com Feldman, Knörrer: Fermionic functional integrals and the renormalization group, AMS 2002
- com D. Gieseker, Knörrer: Geometry of algebraic Fermi curves, Academic Press 1992
- com Jürgen Pöschel: Inverse spectral theory, Academic Press 1987